# 까치울역
까치울역(Kkachiul Station, 喜鹊屋驛)은 경기도 부천시 원미구 춘의동에 있는 서울 지하철 7호선의 전철역이다. 작동과 걸쳐 있고, 역명은 역이 있는 작동(鵲洞)을 고유어로 풀어서 쓴 것이다. 이 역부터 석남역까지 인천교통공사 측에서 별개로 관리 및 운영하는 인천 도시철도 구간이다.

## 역사
- 2012년 10월 27일: 서울 지하철 7호선 온수 ~ 부평구청 연장 구간 개통과 함께 영업 개시
- 2022년 1월 1일: 인천교통공사로 운영권 이관

## 역 구조
1면 2선의 섬식 승강장이며, 스크린도어가 설치되어 있다. 출구는 5개이다. 3번 출구가 선큰 가든 형식으로 되어 있으며 역 내부 인테리어가 붉은색 벽돌로 이루어져 있는 것이 특징이다.

### 승강장
| 온수 ↑           |
| 하 상 \|         |
| ↓ 부천종합운동장 |

| 상행 | ● 서울 지하철 7호선 | 온수 · 대림 · 고속터미널 · 강남구청 · 상봉 · 장암 방면           |
| 하행 | ● 서울 지하철 7호선 | 부천종합운동장 · 신중동 · 부천시청 · 상동 · 부평구청 · 석남 방면 |

## 역 주변
- 부천까치울정수장 (부천물박물관)
- 부천식물원
- 부천수목원
- 부천산울림청소년수련관
- 부천상록학교
- 부천노인복지센터
- 작동
- 여월동
- 성곡동
- 춘의동
- 역곡동
- 서울특별시 구로구 궁동 방면
- 양천공영차고지, 서울서부화물트럭터미널 방면 (2.9km)
- 밤골
- 작동터널
- 서울특별시 양천구 신정동 방면

## 이용객 변동
2012년 자료는 개통일인 2012년 10월 27일부터 12월 31일까지인 66일 기준으로 환산한 것이다.
| 노선  | 노선   | 일평균 인원수 (명/일) | 일평균 인원수 (명/일) | 일평균 인원수 (명/일) | 일평균 인원수 (명/일) | 일평균 인원수 (명/일) | 일평균 인원수 (명/일) | 일평균 인원수 (명/일) | 일평균 인원수 (명/일) | 각주        |
| 노선  | 노선   | 2010년                | 2011년                | 2012년                | 2013년                | 2014년                | 2015년                | 2016년                | 2017년                | 각주        |
| ----- | ------ | --------------------- | --------------------- | --------------------- | --------------------- | --------------------- | --------------------- | --------------------- | --------------------- | ----------- |
| 7호선 | 승차   | 미개통                | 미개통                | 3,648                 | 4,339                 | 5,293                 | 5,935                 | 6,484                 | 6,907                 | [ 2 ] [ 3 ] |
| 7호선 | 하차   | 미개통                | 미개통                | 3,275                 | 3,873                 | 4,730                 | 5,275                 | 5,874                 | 6,371                 | [ 2 ] [ 3 ] |
| 7호선 | 승하차 | 미개통                | 미개통                | 6,923                 | 8,212                 | 10,023                | 11,210                | 12,358                | 13,278                | [ 2 ] [ 3 ] |

## 사진

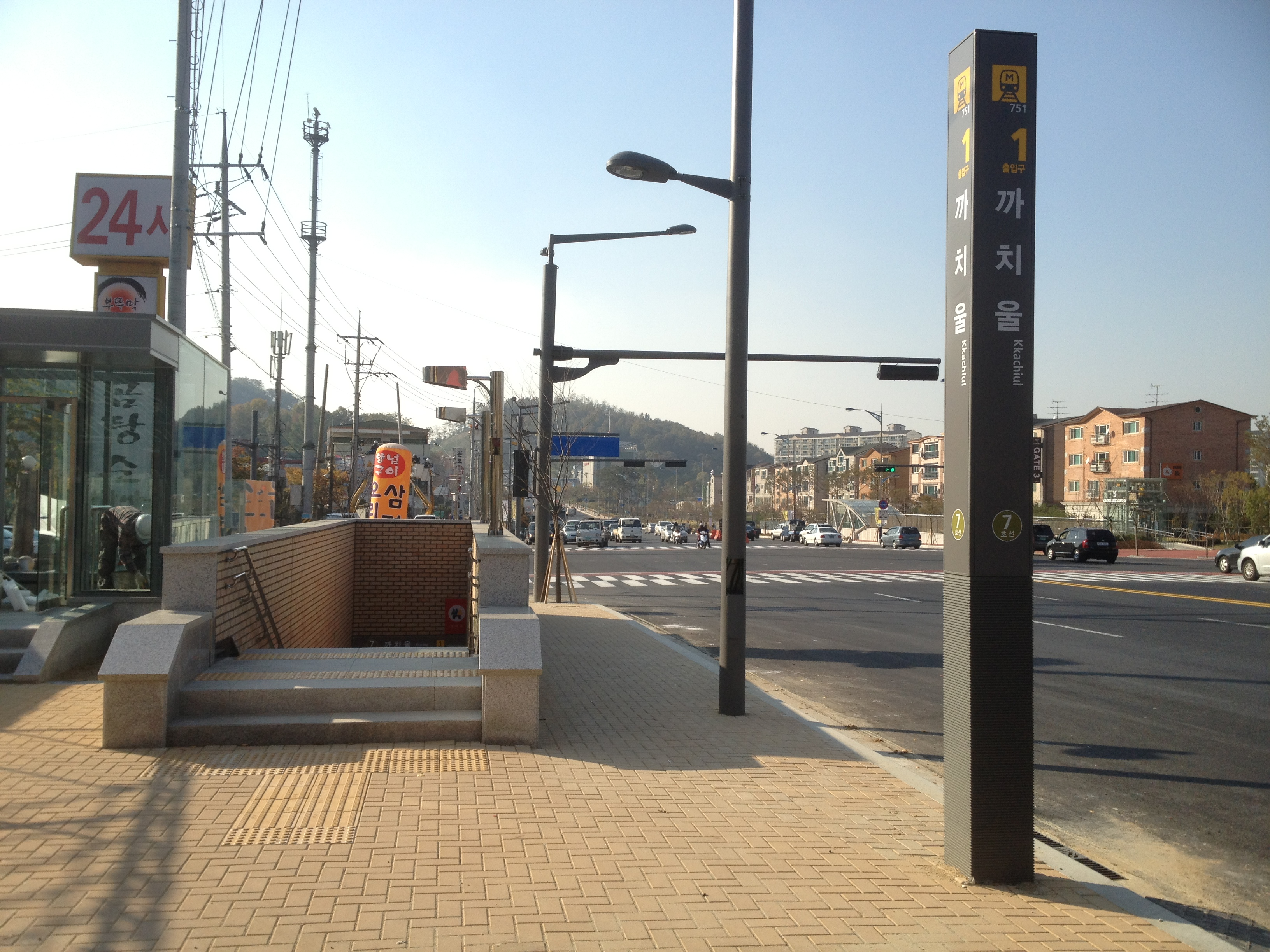
까치울역 1
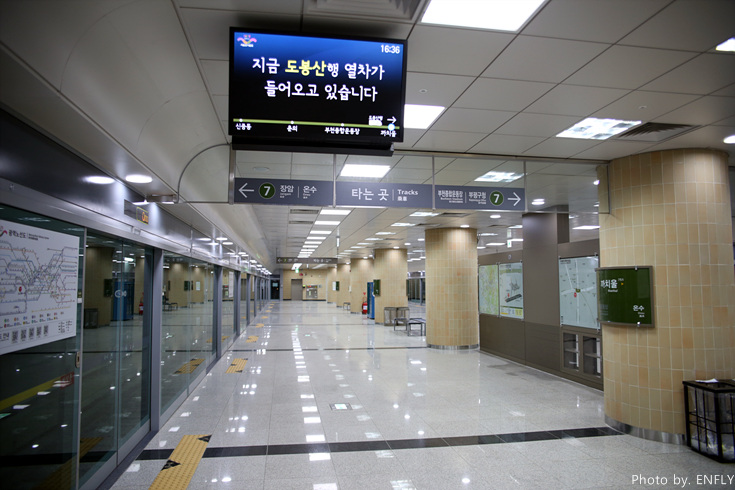
까치울역 2
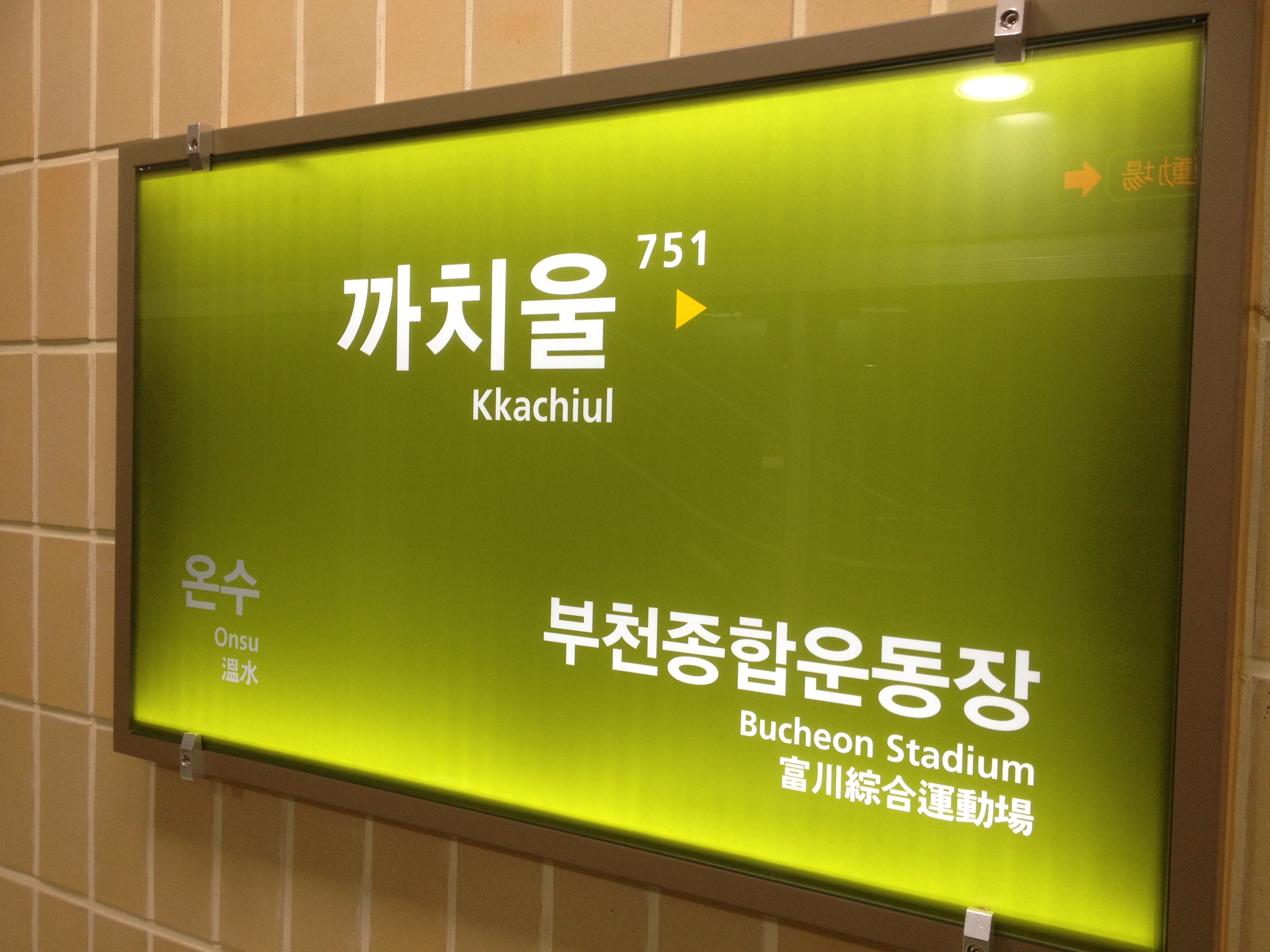
까치울역 3
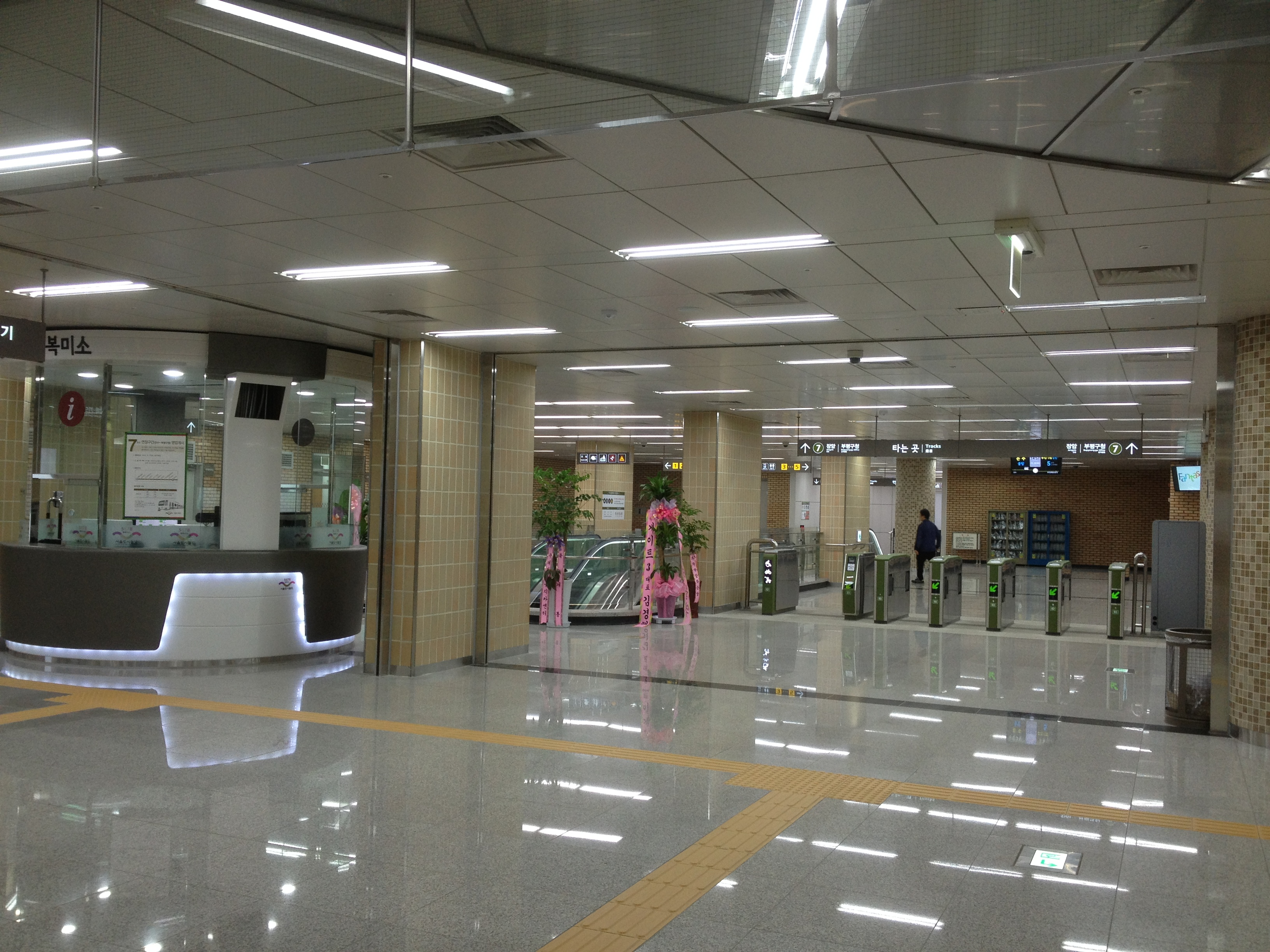
까치울역 4
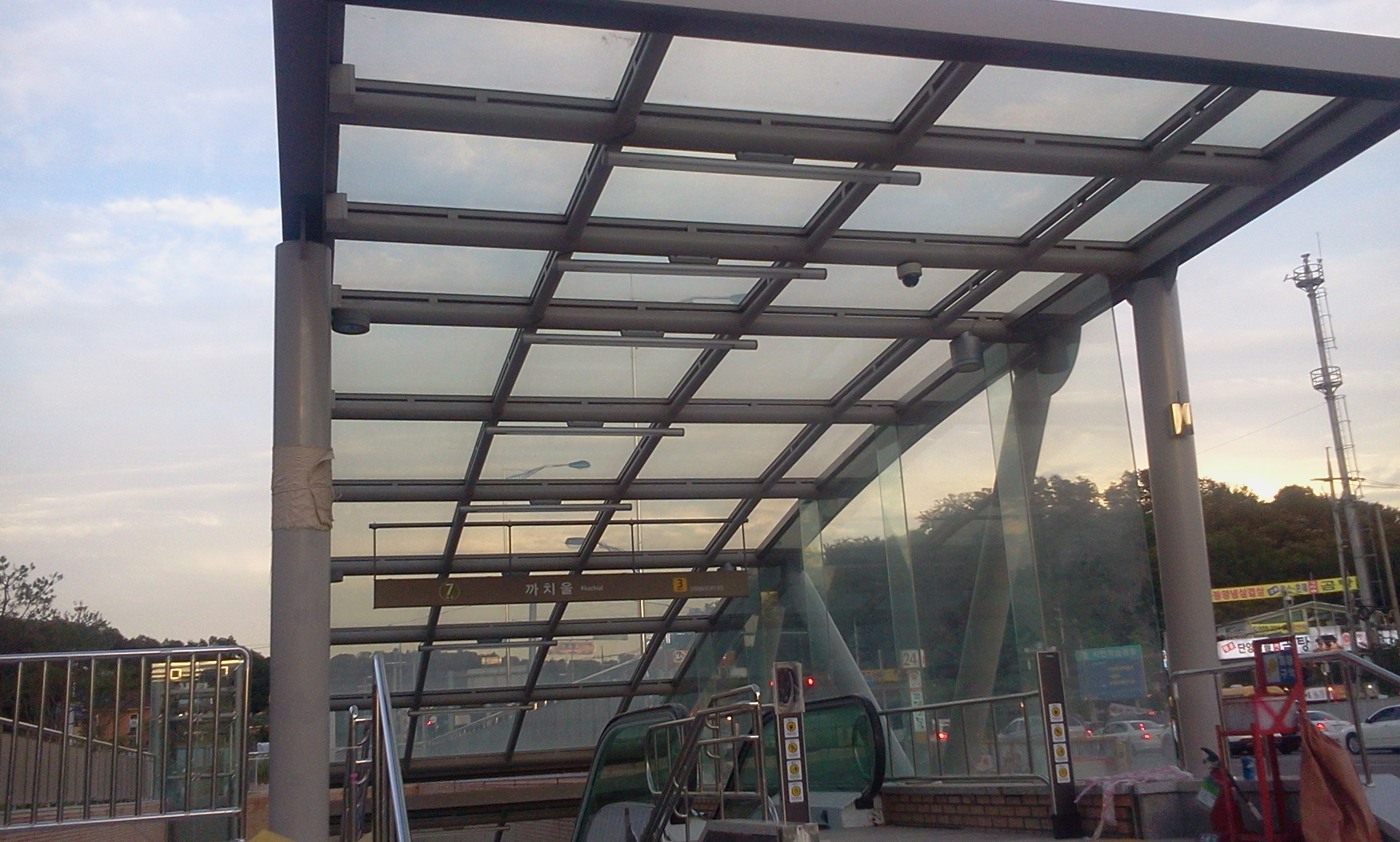
까치울역 5
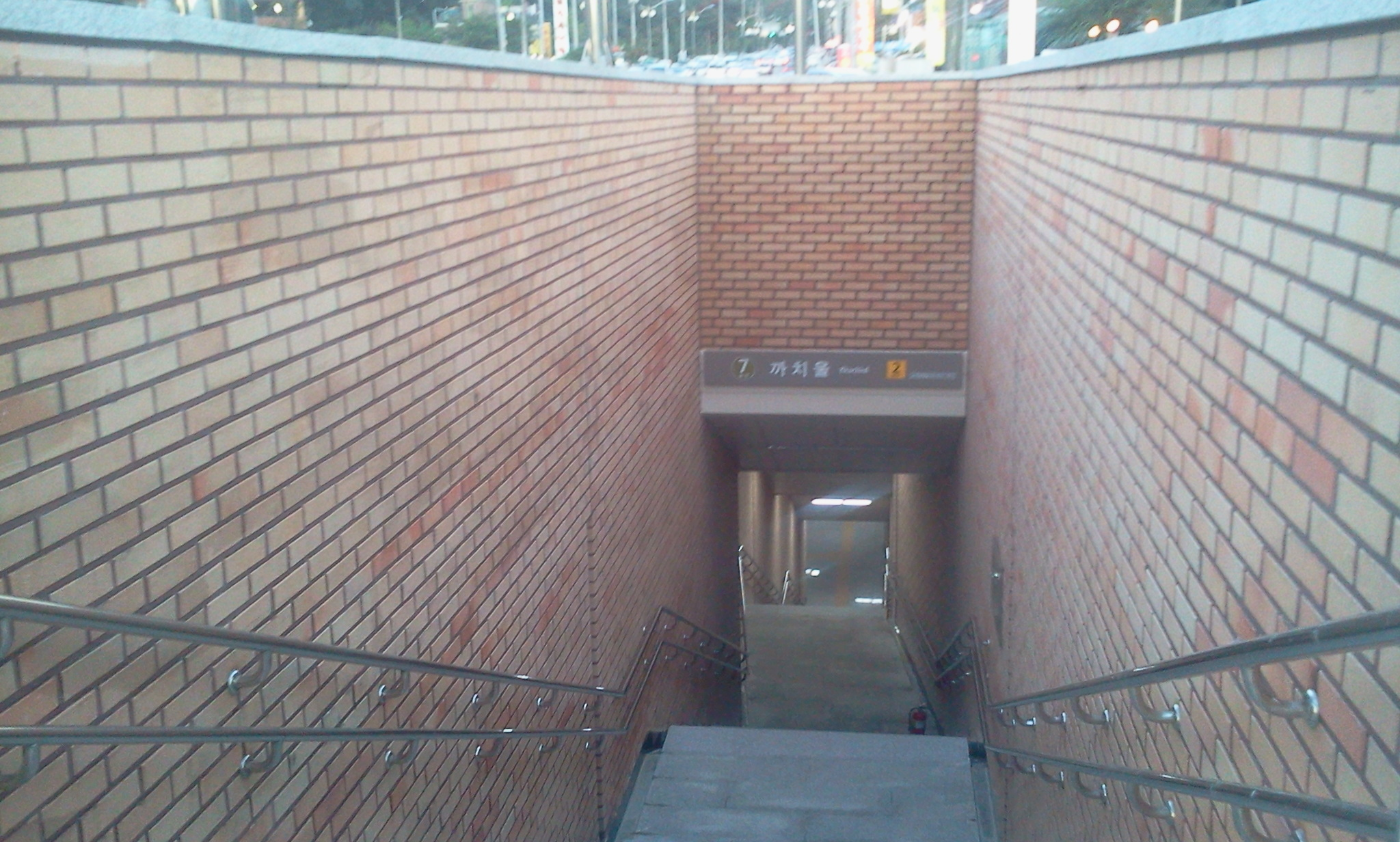
까치울역 6

## 인접한 역
| 서울 지하철 7호선  | 서울 지하철 7호선   | 서울 지하철 7호선            |
| ------------------ | ------------------- | ---------------------------- |
| 750 온수 장암 방면 | ● 서울 지하철 7호선 | 752 부천종합운동장 석남 방면 |